# Alternativa Docent
Alternativa Docent és un sindicat de docents de les Illes Balears. Neix l'estiu de l'any 2014, defensa les decisions i propostes de l'Assemblea de docents de les Illes Balears davant de l'administració, reclama transparència en tots els processos de la Conselleria d'Educació i Universitats i, per extensió, en tots els tràmits del Govern de les Illes Balears. És un sindicat que posa entre els seus principals objectius la qualitat de l'educació. A més de la defensa dels drets laborals dels docents, defensa l'educació pública de qualitat i inclusiva.
El 4 de desembre de 2014, va presentar-se a les eleccions sindicals de la Universitat de les Illes Balears per formar part de la Junta de Personal docent No Universitari en el marc de les Illes Balears quedant com a segona força amb 1299 vots i 8 delegats.